# هكر النمو
هكر النمو أو النمو السريع (بالإنجليزية: Growth hacking)‏، هي تقنية تسويقية طورتها شركات ناشئة، التقنية تعتمد الإبداع والتفكير النقدي والبيانات المُجتمعيّة من أجل بيع المنتجات وتحسين الشهرة. يمكن اعتبار هكر النمو جزءا من التسويق الإلكتروني، فغالبا ما يَستعمل هاكر النمو تقنيات مثل تحسين محركات البحث وخدمات إحصاء الزيارات إلى الموقع (مثل جوجل أناليتكس) وتسويق المحتوى واختبارات أ/ب (A/B testing). يركز هاكر النمو على بدائل رخيصة ومبتكرة للتسويق التقليدي كاستعمال وسائل التواصل الاجتماعي والتسويق الفيروسي؛ عوضا عن شراء الإعلانات من وسائط تعتبر تقليدية مثل الإذاعة السمعية والتِلْفَاز. تهتم الشركات ذات التاريخ التشغيلي القصير بهكر النمو فبفضله تستطيع تطوير ربحيتها بطريقة «سَلِسَة» معتمدةً مبدأ «النمو أولا، المصاريف ثانيا.» فيس بوك وتويتر ولينكد إن وإير بي إن بي ودروبوكس كلها شركات تستعمل تقنيات هكر النمو. وتقدم اليوم العديد من الشركات المتخصصة في النمو السريع خدماتها خصوصا للشركات والمصالح التي تريد تطوير آليات عملها التقليدية وتلائمها إلى آليات حديثة مثل التسويق الإلكتروني لتطوير أعمالها.

## تاريخ
استعمل شون إيليس (Sean Ellis) المصطلح سنة 2010، في إحدى تدويناته عرّف هاكر النمو:
"الشخص الذي شَماله الحقيقي هو النمو، كل ما يقوم به له قابلية إحداث نمو موسع."
(a person whose true north is growth. Everything they do is scrutinized by its potential impact on scalable growth) 
 أندرو شن نشر المصطلح لجمهور أوسع في تدوينته المعنونة "هاكر النمو نائب رئيس التسويق الجديد (Growth Hacker is the new VP Marketing)" بها عرّف المصطلح واستعمل ارتباط منصة تأجير واستأجار أماكن السكن "إير بي إن بي" مع كريجزليست كمثال. في تدوينته تلك يرى أن هاكر النمو هو:
"مزيج بين المسوِّق والمبرمج، من يطرح السؤال التقليدي حول 'كيف يمكنني الحصول على عملاء لمُنتجي؟' ويجيب عبر: اختبار أ/ب (A/B testing) وتقنية "صفحات الهبوط" وبعامل التسويق الفيروسي وبدراسة نسبة مقروئية البريد الإلكتروني وبإضافة رسوميات مفتوحة (Open Graph) للموقع.
 في عام 2012، عرّف آرون گین (Aaron Ginn) هاكر النمو في مقال بمدونة تك كرانش بكونه الشخص الذي يمتلك "عقلية البيانات، والإبداع، والفضول."
في عام 2013، عقد گاگان بياني (Gagan Biyani) المؤتمر السنوي الثاني لهاكري النمو بمدينة سان فرانسيسكو شارك فيه هاكرو نمو من لينكد إن وتويتر ويوتيوب من بين آخرين... 

## أساليب
حدّدت مجلة فاست كومباني المشاكل التسويقية التي تواجه الشركات الناشئة في:
1. عدم توفرها على تمويل مخصّص للتسويق.
2. غياب خلفية تسويقية تقليدية.[1]

لتجاوز ذلك النقص في الموارد والتجربة، يعتمد هاكر النمو على تسويق برؤية إبداعية توسُّعية ومرتبطة بالعملاء. مع ذلك هكر النمو لا يقصي تصميم وفعالية المُنتج من التسويق. فهاكر النمو يبني قابلية المُنتج للنمو بالحصول على عملاء جدد وربح مستمر... فاست كومباني أعطت مثالا حول خاصية: «لائحة اقتراح المستخدمين» عند تويتر معتبرة الخاصية «سرّ تويتر الحقيقي: بنو تسويقهم داخل المُنتج عوض بناء بنية تحتية للقيام بعمليات تسويقية كثيرة». رغم أن عملية هكر النمو ليست دائما مجانية، إلا أن مدونة تك كرانش نشرت عدة طرق شبه مجانية لهكر النمو وذلك للبرهنة على انه بديل فعال وليس تسويقا وهميا.
يعتبر التركيز على النمو واعتباره المؤشر الوحيد قلب عملية هكر النمو. بهذه الفلسفة قام مارك زوكربيرغ بإنماء الفيسبوك. رغم اختلاف الأساليب من شركة لأخرى ومن صناعة لأخرى، فالمحدِّد دائما كان هو النمو. الشركات التي تمكنت من «هكر نموها» عادة ما تجذب العملاء عبر عملية طبيعية وحلَقيّة. العملاء الجدد يتعرفون على المُنتج أو الخدمة كل مِن معارفه. استعمال ومشاركة حلقات التعريف تلك يؤدي إلى نمو أسي للشركة.
تويتر وفيسبوك ودروبوكس وبنترست ويوتيوب وجروبون وإنستغرام كلها شركات استعملت ولا زالت تستعمل تقنيات هكر النمو لتطوير ربحيتها.

## أمثلة
- اعتمدت شركة بريد هوتميل شعار بي إس أنا أحبك (PS I Love You) معه رابط لدعوة مستخدين جدد للحصول على خدمة بريدهم الإلكتروني المجاني.[26]
- مثال آخر كان عرض دروبوكس مساحة تخزينية مجانية مقابل دعوة العميل لأصدقائه.[26][27]
- إير بي إن بي الشركة العالمية للتأجير والاستئجار على الإنترنت مثال آخر على ماهية هكر النمو، استطاعت تحقيق نتائج تسويقية لمزاوجتها بين التقنية والعبقرية. عندما لاحَظوا إمكانية هكر (استغلال) شهرة موقع «كريجزليست» وذلك بالارتباط مع الموقع ومع قاعدة مستعمليه، قاموا ببرمجة مولدات للإدراج الآلي التي سميت «أرسل إلى كريجزليست». كان نمو الشركة مزيجا بين التفكير الذكي والخبرة التقنية.[28]
- إضافة ترميز "?sub_confirmation=1" في نهاية رابط قناتك على يوتيوب من ابسط الأمثلة لهكر النمو. الكل سيرى نافذة منبثقة تقترح تأكيد الاشتراك بالقناة (الخاصية متوفرة فقط على الحواسيب المكتبية). ساهمت هذه الخاصية في تحسين نسبة الاشتراك باليوتيوب بنسبة 400%.[29]
- كان لاستمارة التسجيل عند نوح كاكَان (Noah Kagan) أربع حقول لإدخال بيانات: الاسم والبريد الإلكتروني ورابط الموقع والإيراد. قرّر إزالة حقل «الإيراد» نهائيا، ليترك ثلاث حقول فقط - الاسم والبريد الإلكتروني ورابط الموقع. هذا التغيير رغم بساطته حسّن مردودية تجميع العملاء ب26%.[30]
- حسّنت جامعة ألبرتا اشتراكات القوائم البريدية ب500% باستعمال نافذة منبثقة، تظهر لكل من قضى أكثر من 10 دقائق بالموقع، مكتوبة بصيغة استقصاء إحصائي وعليها سؤال: «تبدوا مهتما بأخبار جامعة ألبرتا، هل تود التسجيل للحصول على رسائل إخبارية يومية؟».[30]